# Харпер, Брайс
Брайс Арон Макс Харпер (англ. Bryce Aron Max Harper; 16 октября 1992, Лас-Вегас, Невада) — американский профессиональный бейсболист, выступающий на позиции аутфилдера в клубе Главной лиги бейсбола «Филадельфия Филлис». На драфте Главной лиги бейсбола 2010 года был выбран под общим первым номером.
В 2010 году Харпер стал обладателем награды Голден Спайкс как лучший бейсболист-любитель. Перед началом сезона 2012 года многие бейсбольные обозреватели, такие как Baseball America, MLB.com и Baseball Prospectus называли Брайса одним из трёх самых перспективных игроков. В МЛБ Харпер дебютировал 28 апреля 2012 года и уже в дебютном сезоне был приглашён для участия в матче всех звёзд МЛБ, став самым молодым в истории МЛБ игроком своей позиции, приглашённым на матч всех звёзд.
В декабре 2016 года Харпер женился на своей девушки Кэйле Варнер. У пары двое детей — сын Крю Эрон Харпер (род. 22 августа 2018) и дочь Бруклин Элизабет Харпер (род. 12 ноября 2020).